# Лунка-Мерілор
Лунка-Мерілор (рум. Lunca Merilor) — село у повіті Алба в Румунії. Входить до складу комуни Бістра.
Село розташоване на відстані 317 км на північний захід від Бухареста, 49 км на північний захід від Алба-Юлії, 59 км на південний захід від Клуж-Напоки.

## Населення
За даними перепису населення 2002 року у селі проживали 153 особи, усі — румуни. Усі жителі села рідною мовою назвали румунську.